# Мёвен
Мёве́н (фр. Meuvaines) — коммуна во Франции, находится в регионе Нижняя Нормандия. Департамент коммуны — Кальвадос. Входит в состав кантона Ри. Округ коммуны — Байё.
Код INSEE коммуны — 14430.

## Население
Население коммуны на 2010 год составляло 150 человек.
| 1962 | 1968 | 1975 | 1982 | 1990 | 1999 | 2010 |
| ---- | ---- | ---- | ---- | ---- | ---- | ---- |
| 185  | 175  | 163  | 137  | 137  | 150  | 150  |

## Экономика
В 2010 году среди 96 человек трудоспособного возраста (15—64 лет) 67 были экономически активными, 29 — неактивными (показатель активности — 69,8 %, в 1999 году было 64,1 %). Из 67 активных жителей работали 61 человек (35 мужчин и 26 женщин), безработных было 6 (4 мужчины и 2 женщины). Среди 29 неактивных 12 человек были учениками или студентами, 11 — пенсионерами, 6 были неактивными по другим причинам.